# Günther Paslat
Günther Paul Bernhard Paslat, auch Günter Paslat (* 16. Oktober 1910 in Berlin; † 14. Dezember 1987 in Hemmingen) war ein deutscher Verwaltungsbeamter und SPD-Kommunalpolitiker. Er war von 1948 bis 1972 Oberstadtdirektor der Stadt Salzgitter.

## Leben
Der Sohn des Gewerkschaftsangestellten Bernhard Paslat und dessen Ehefrau Selma wurde in Berlin geboren und schloss die dortige Werner-Siemens-Oberrealschule im März 1928 mit der mittleren Reife ab. Er trat im April 1929 als Büroanwärter im Bezirksamt Wedding in den Dienst der Stadt Berlin. Paslat absolvierte eine dreijährige Ausbildung in der städtischen Verwaltung und wurde am 1. April 1932 zum außerplanmäßigen Stadtsekretär ernannt. Er gehörte der freien Beamten-Gewerkschaft sowie seit 1931 der SPD an und wurde daher am 30. Juni 1933 unter den Nationalsozialisten entlassen. Paslat war mehrere Monate arbeitslos, bevor er im Februar 1934 als Buchhalter bei der Stadtverwaltung Rheinsberg angestellt wurde. Es folgte 1936 eine Tätigkeit in der Kreiskommunalkasse bei der Kreisverwaltung Niederbarnim. Im August 1939 bestand er seine zweite Verwaltungsprüfung, bevor er im November nach Hohensalza im Reichsgau Wartheland abgeordnet wurde. Aufgrund seiner Leistungen beim Aufbau des Kämmerei-Dezernats wurde er am 30. Januar 1943 zum kommissarischen Stadtkämmerer ernannt. Eine endgültige Ernennung erfolgte jedoch nicht, da Paslat kein Mitglied der NSDAP war. Im Juni 1943 wurde er zum Wehrdienst eingezogen. Er geriet in Kriegsgefangenschaft, aus der er im Oktober 1945 in Italien entlassen wurde.

### Tätigkeit in Salzgitter
Von Mai 1946 bis Juni 1947 war Paslat Stadtdirektor der Stadt Peine. Er wechselte im August 1947 als Stadtdirektor nach Salzgitter, wo er im März 1948 zum Oberstadtdirektor gewählt wurde. Infolge eines Korruptionsskandals um Fleischschiebereien im Jahre 1948 wurde Paslat beurlaubt, kehrte jedoch im Jahr 1953 nach einem Ratsbeschluss auf die Position des Oberstadtdirektors zurück. Er wurde am 25. September 1960 für eine weitere zwölfjährige Amtszeit gewählt. Im Jahre 1972 trat er in den Ruhestand. In Paslats Amtszeit fiel die Schaffung neuen Wohnraumes, die Verbesserung der Infrastruktur, der Ausbau der „City“ Salzgitter-Lebenstedt und die Anlage des Salzgittersees. Im Vorfeld der großen niedersächsischen Gebiets- und Verwaltungsreform wurde ab Mitte der 1960er Jahre die Lebensfähigkeit der noch jungen Stadt Salzgitter diskutiert. Gemeinsam mit Oberbürgermeister Willi Blume lehnte Paslat ab 1968 gegenüber der Sachverständigenkommission (Weber-Kommission) mögliche Auflösungsmodelle für die Stadt Salzgitter ab. Seine wichtigste Aufgabe in Salzgitter sah Paslat nach eigener Aussage darin, „die Stadt aus ihrer Monokultur herauszuführen und sie von der völligen Abhängigkeit des Salzgitter-Konzerns zu lösen.“
Paslat war auch in überregionalen Gremien, wie dem Präsidium des Deutschen Städtetages und im Vorstand der Nordwestdeutschen Krankenhausgesellschaft, aktiv. Er war im Verwaltungsrat der Kommunalen Gemeinschaftsstelle für Verwaltungsvereinfachung tätig und war Vorsteher der Gemeindeverwaltungsschule Braunschweig.

### Familie
Paslat war seit dem 20. Oktober 1936 mit Elly, geb. Weiß, verheiratet. Das Paar hatte drei Kinder.